# Сульфид молибдена(III)
Сульфид молибдена(III) — неорганическое соединение, соль металла молибдена и сероводородной кислоты с формулой Mo2S3, 
серые кристаллы, 
не растворимые в воде.

## Получение
- Взаимодействие чистых веществ:

{\displaystyle {\mathsf {2Mo+3S\ {\xrightarrow {1100^{o}C}}\ Mo_{2}S_{3}}}}
- Восстановление дисульфида молибдена водородом:

{\displaystyle {\mathsf {2MoS_{2}+H_{2}\ {\xrightarrow {T}}\ Mo_{2}S_{3}+H_{2}S}}}

## Физические свойства
Сульфид молибдена(III) образует серые кристаллы,
не растворяется в воде.

## Химические свойства
- Разлагается при сильном нагревании:

{\displaystyle {\mathsf {Mo_{2}S_{3}\ {\xrightarrow {1200^{o}C}}\ 2Mo+3S}}}